# Große Mariengrotte (Heigenbrücken)

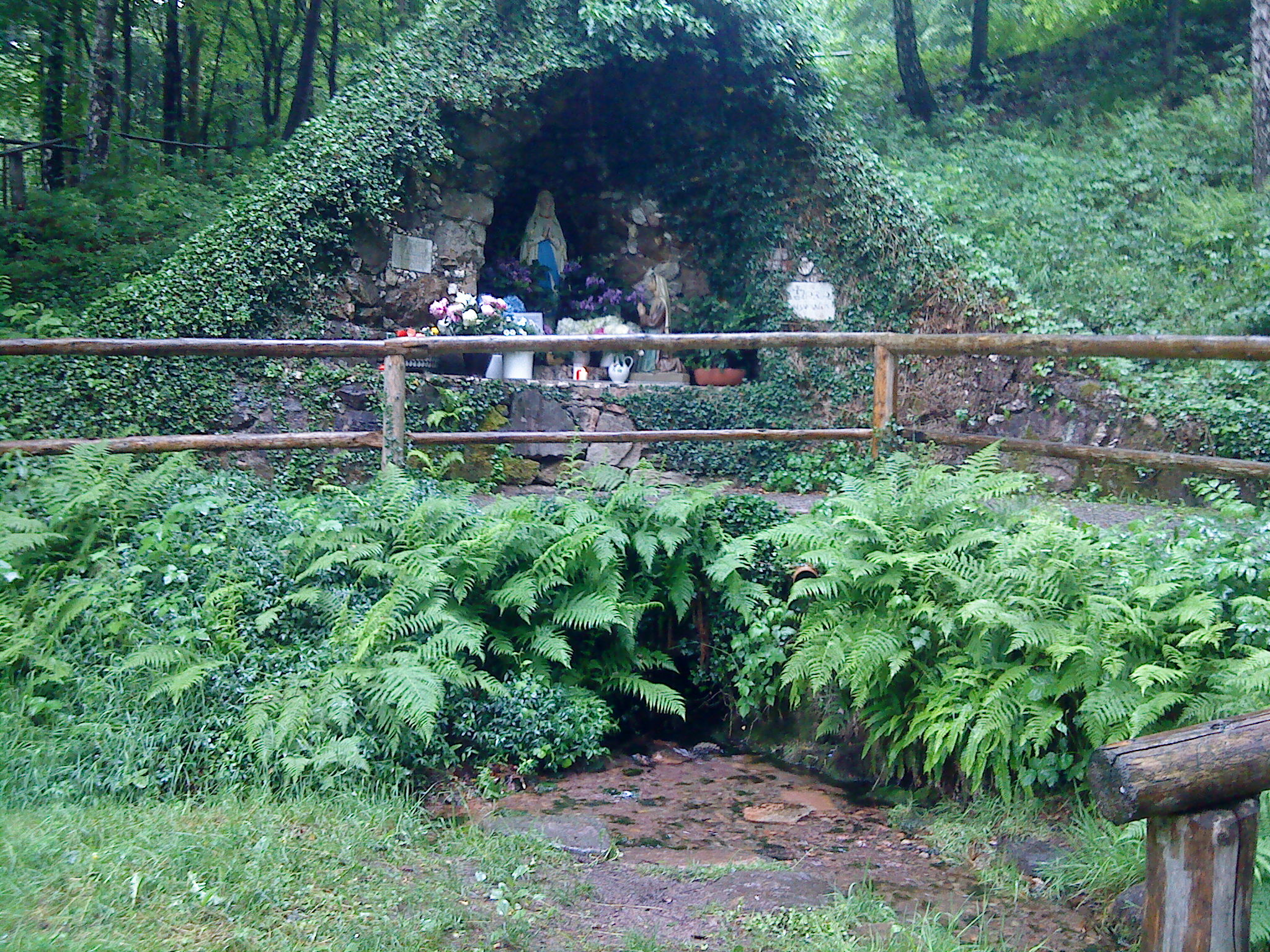
Die Große Mariengrotte hinter dem Bächlesbrunnen

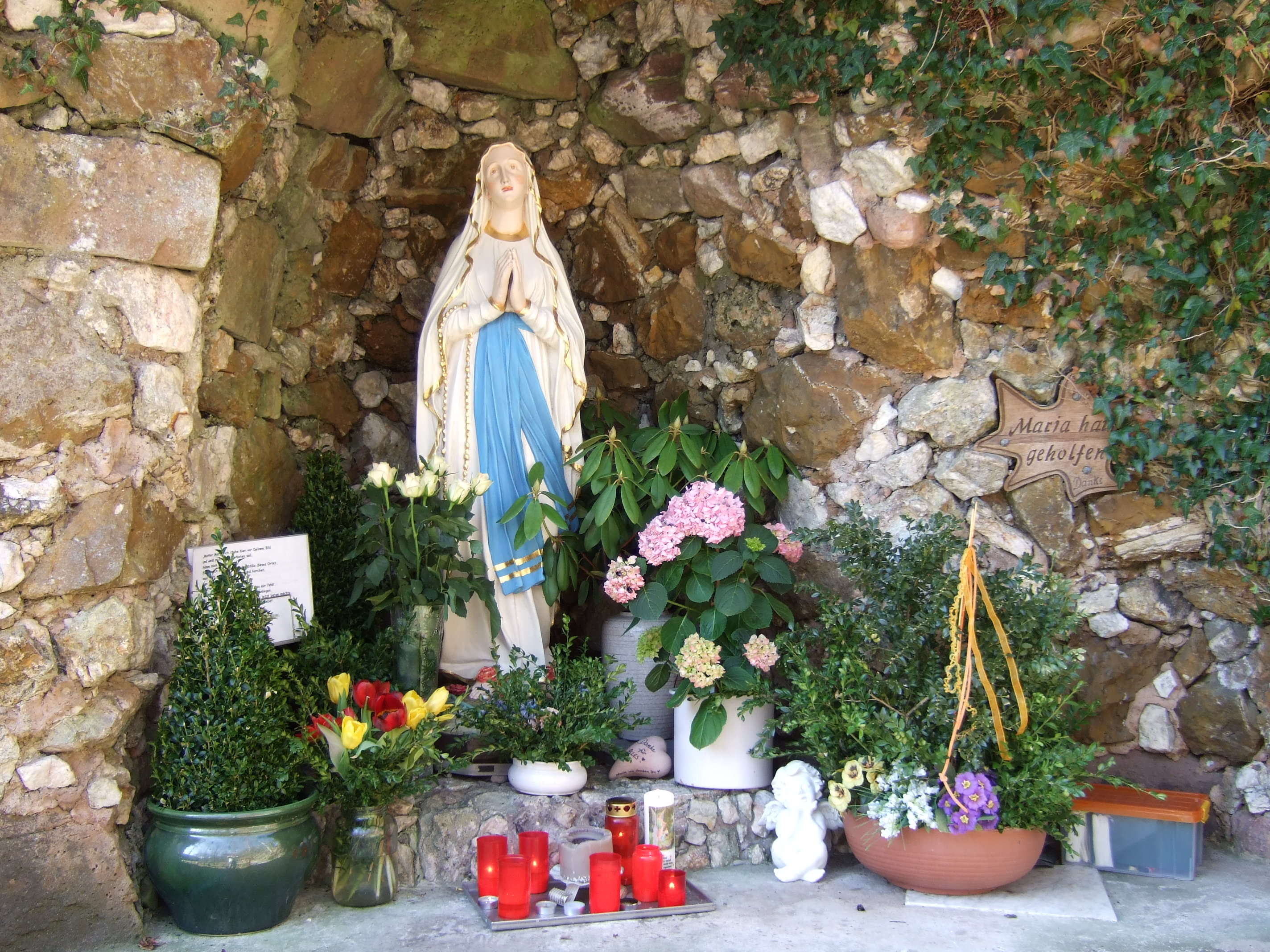
Muttergottes in der Großen Mariengrotte

Die Große Mariengrotte ist eine Lourdesgrotte bei Heigenbrücken im Spessart.

## Geographie
Die Grotte befindet sich im Bächlesgrund im Heinrichsthaler Forst, in der Nähe des Wildparks. Sie liegt direkt an der gefassten Bächlesquelle, im Naturschutzgebiet Spessartwiesen. Der Namenszusatz große wird zur Unterscheidung der kleineren Grotte ⊙ in der Marienstraße verwendet.

## Geschichte
Im Jahre 1954, als drei Waldarbeiter ihre Mittagspause an der Quelle des Bächlesbaches verbrachten, kam ihnen die Idee an diesem Platz, welchen sie sehr schön fanden, eine Grotte zu errichten.
Der damalige Oberförster hatte nach mehreren Gesprächen mit den Arbeitern diesen Ort abgelehnt. Stattdessen schlug er eine Wiese im Grund vor. Mit Hilfe des Forstwartes, der sich sehr für den Platz der Quelle einsetzte, wurde der vorgeschlagene Platz zum Bau genommen.
Die drei Waldarbeiter gruben einen Weg zum Platz, bereiteten diesen vor und fassten die Quelle. Alle Arbeiten geschahen ehrenamtlich. Aus schweren Spatsteinen wurde die Grotte errichtet. Die Muttergottes und die Bernadette-Figur wurden in Walldürn bestellt und von den Waldarbeitern bezahlt.
Am 1. Mai 1955 wurde die Grotte geweiht. Seit der Zeit findet jedes Jahr eine Wallfahrt statt. Am 1. Mai 2005 besuchte Bischof Friedhelm Hofmann anlässlich des 50. Jubiläums die Lourdes-Grotte.